# Campus de Puerto Real

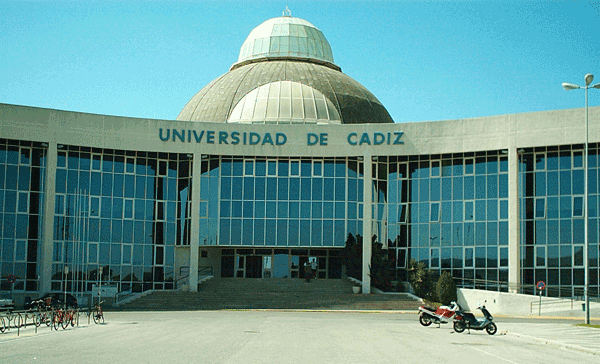
Centro Andaluz Superior de Estudios Marinos.

El Campus de Puerto Real es uno de los cuatro campus en los que se distribuye la Universidad de Cádiz. Está situado en el término municipal de Puerto Real (Cádiz), junto al Río San Pedro y el barrio homónimo.
Se encuentra situado en el seno del parque natural de la Bahía de Cádiz, lo que lo convierte en el único campus universitario "natura" español. Está bien conectado con todas las localidades de la bahía de Cádiz y algunas cercanas (Jerez, Sanlúcar, Chipiona, Arcos y los pueblos blancos de la sierra, bien por autobuses o por trenes de cercanías.

## Centros

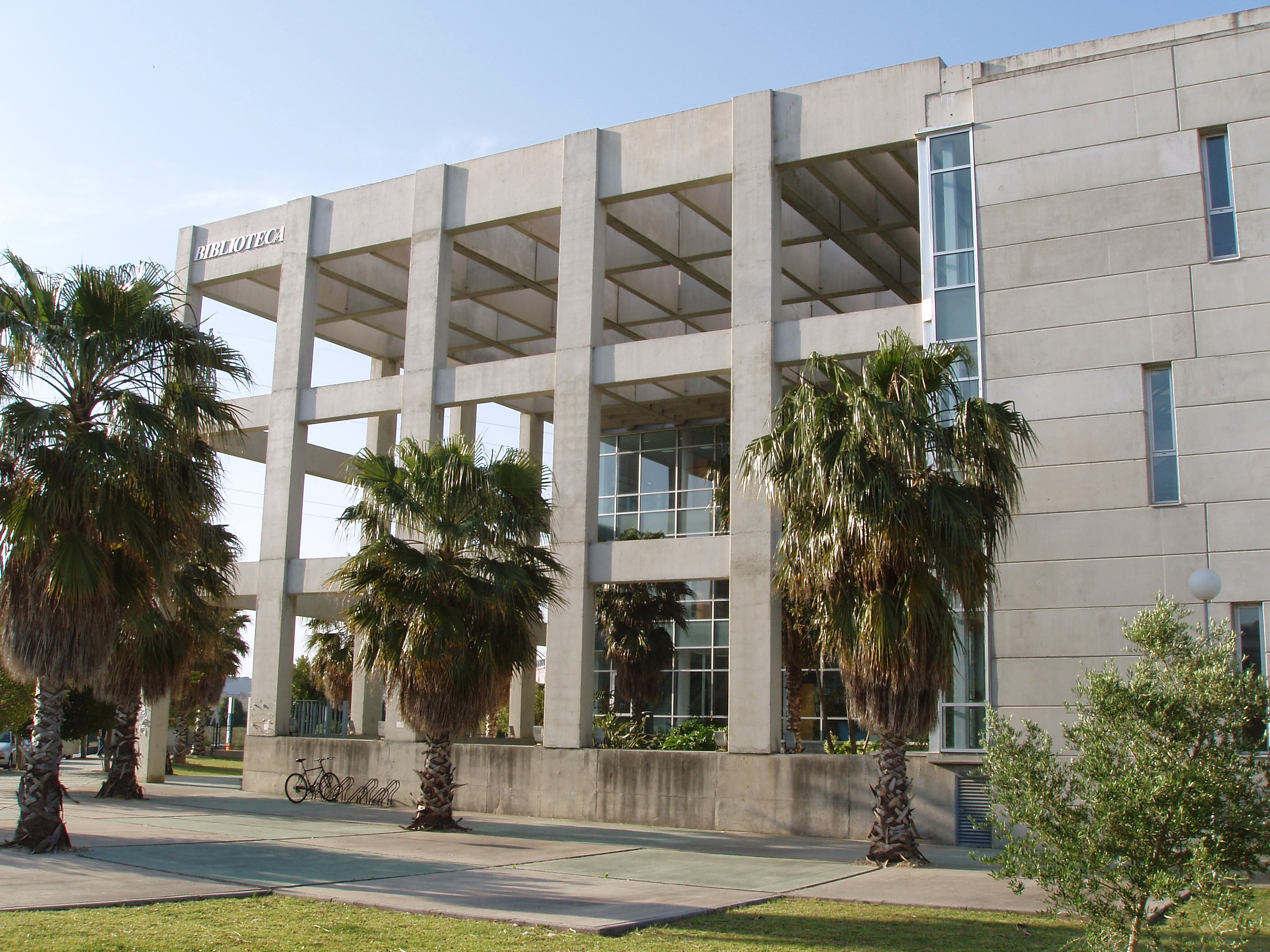
Biblioteca del Campus de Puerto Real.

Allí se encuentran los siguientes centros:
- Facultad de Ciencias de la Educación (antigua Escuela de Magisterio)
- Facultad de Ciencias
- Centro Andaluz Superior de Estudios Marinos, en el que se encuentran:
  - Facultad de Ciencias Náuticas
  - Facultad de Ciencias del Mar y Ambientales
  - Escuela Universitaria de Ingeniería Técnica Naval (antigua Escuela de Peritos Navales)
- ESI (Escuela Superior de Ingeniería)
- Centro Andaluz de Investigaciones Vitivinícolas[2]
- Escuela Superior de Ingeniería en unos terrenos cercanos al Campus (Las Aletas).
- Centro Integrado de Tecnologías de la Información
- Dos aularios
- Biblioteca centralizada
- Pabellón deportivo

La Universidad de Cádiz es la única en Andalucía, y de las pocas en España, en las que se imparte las titulaciones de Ciencias Náuticas, Ingeniería Técnica Naval y Ciencias del Mar.
El Centro Andaluz Superior de Estudios Marinos (CASEM) es el edificio más grande del campus y está situado en su centro. Está coronado por una doble cúpula, con un planetario y una sala de estudio en su interior.

## Titulaciones

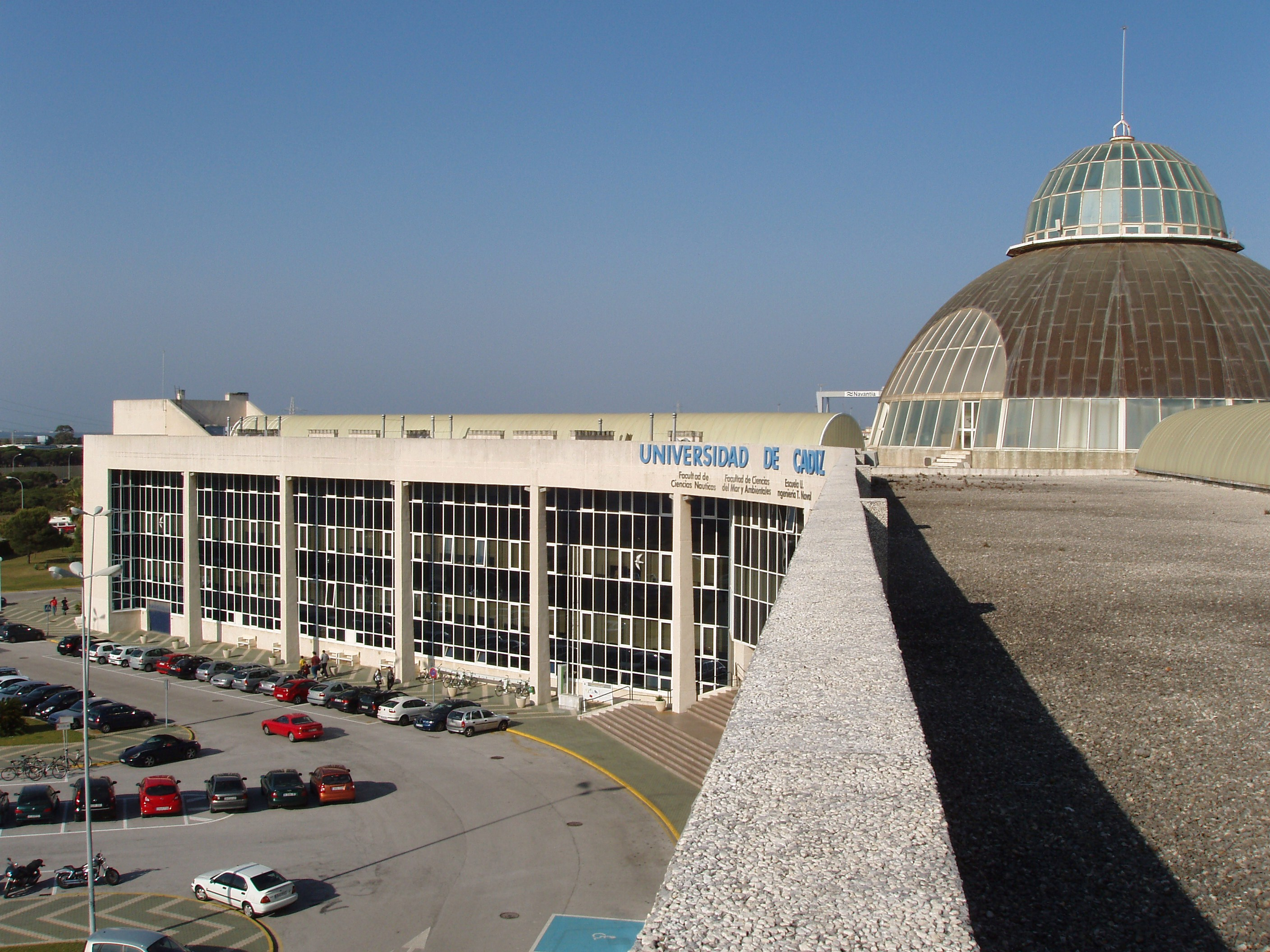
Campus desde la azotea del CASEM

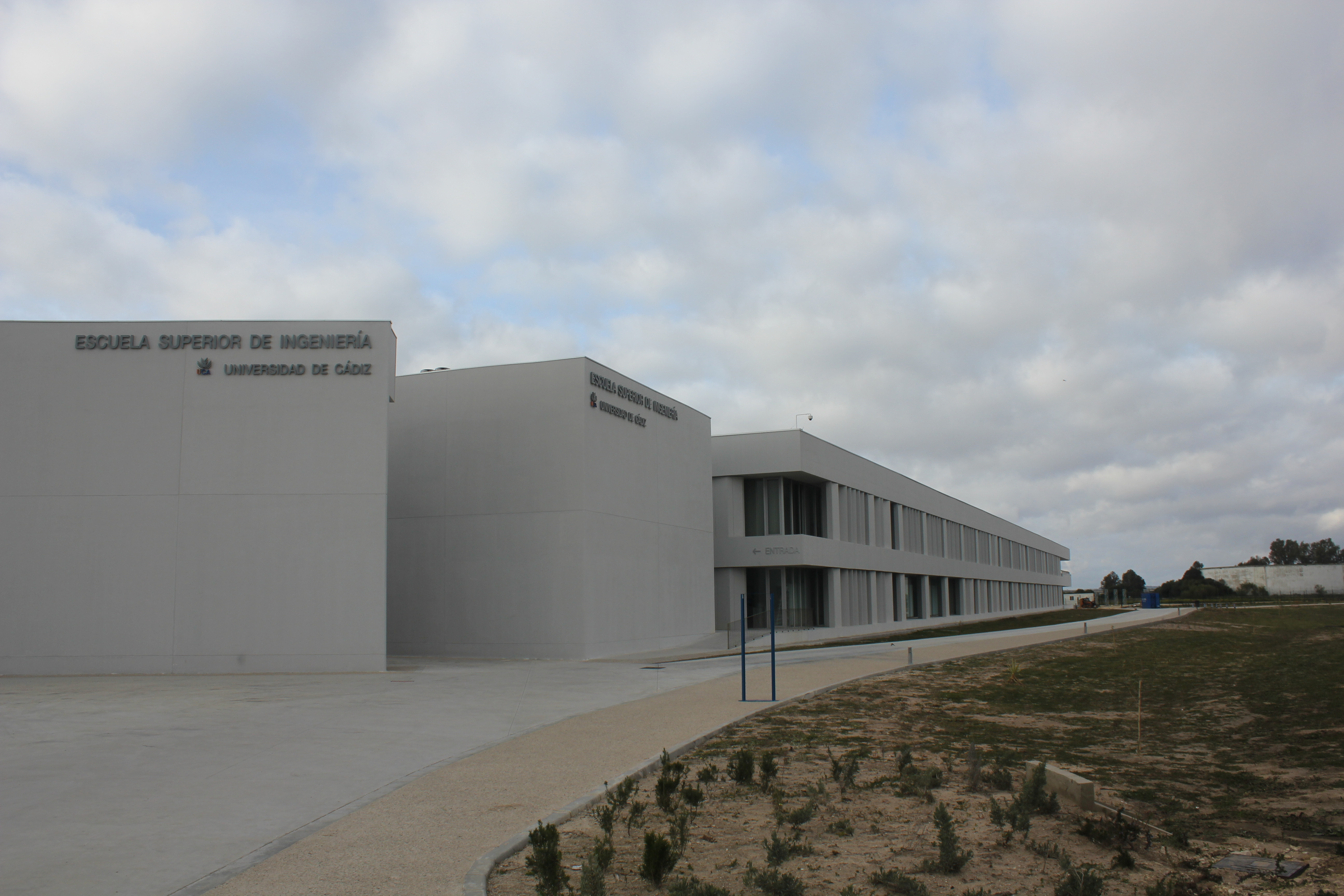
Escuela Superior de Ingeniería

En este campus se cursan las siguientes titulaciones:
- Grado en Ingeniería Radioelectrónica.
- Grado en Ingeniería Náutica y Transporte Marítimo
- Grado en Arquitectura Naval e Ingeniería Marítima (pudiéndose cursar como doble mención)
- Grado en Biotecnología
- Ingeniero Químico
- Grado en Ingeniería Informática
- Grado en Ingeniería Aeroespacial
- Grado en Ingeniería en Tecnologías Industriales
- Grado en Ingeniería Mecánica
- Grado en Ingeniería Eléctrica
- Grado en Ingeniería en Diseño Industrial y Desarrollo del Producto
- Grado en Ingeniería Electrónica Industrial
- Grado en Psicología
- Licenciado en Química
- Licenciado en Matemáticas
- Licenciado en Enología
- Licenciado en Ciencias del Mar
- Licenciado en Ciencias Ambientales
- Licenciado en Náutica y Transporte Marítimo
- Licenciado en Máquinas Navales
- Licenciado en Radioelectrónica Naval
- Diplomado en Máquinas Navales
- Diplomado en Navegación Marítima
- Diplomado en Radioelectrónica Naval
- Ingeniero Técnico Naval, Estructuras Marinas
- Ingeniero Técnico Naval, Propulsión y Servicios del Buque
- Maestro. Educación Infantil
- Maestro. Educación Primaria
- Maestro. Lengua Extranjera
- Maestro. Espec. Educación Física
- Maestro. Educación Musical
- Maestro. Educación Especial
- Maestro. Audición y Lenguaje
- Maestro en Educación Infantil y en Lengua Extranjera (Doble Título)
- Licenciado en Psicopedagogía

## Centros de investigación

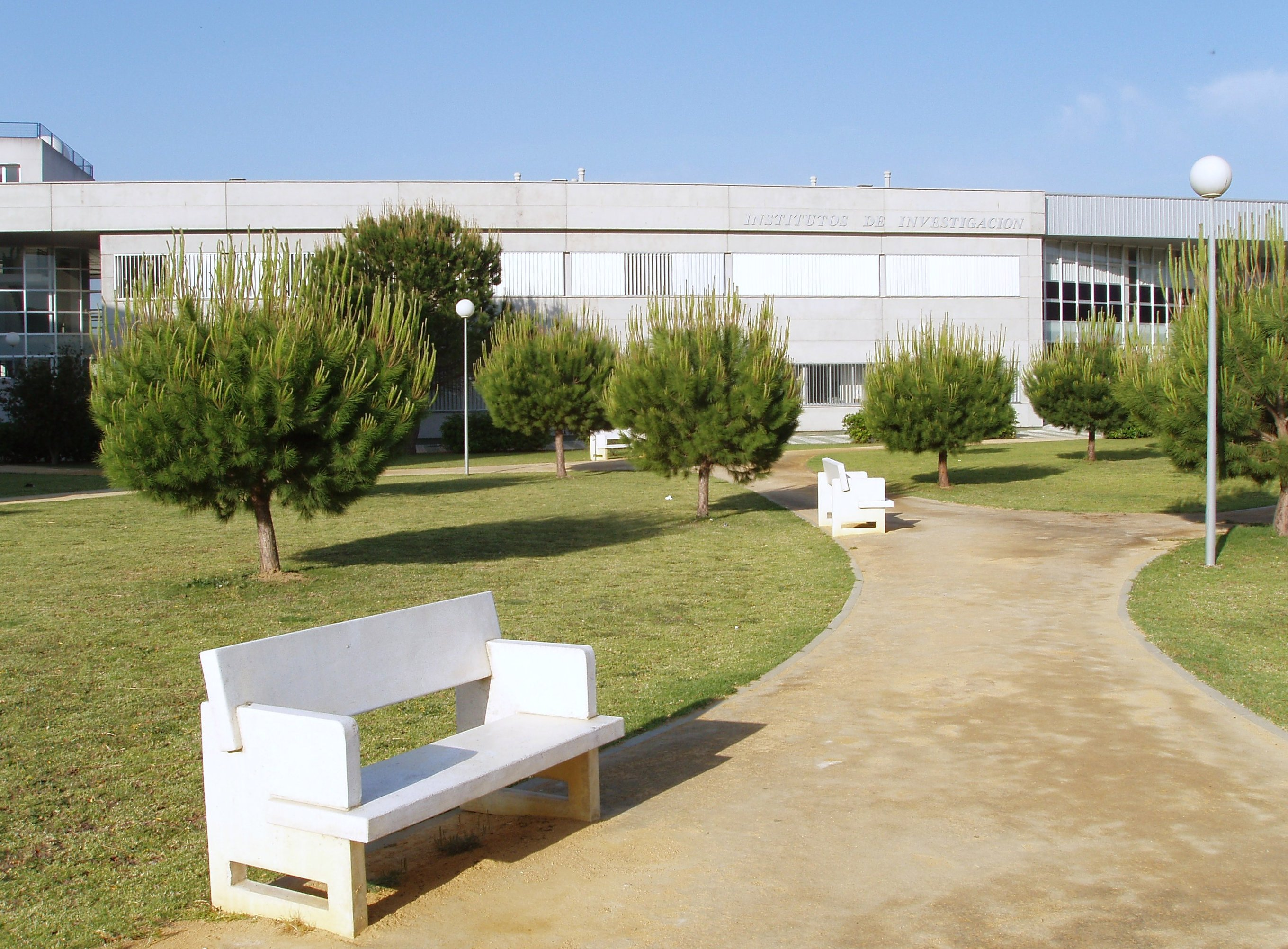
Edificio de investigación

El Campus aloja los siguientes centros de investigación mixtos (UCA- Junta de Andalucía):
- Centro Andaluz de Ciencia y Tecnología Marinas (CACYTMAR).
- Centro Andaluz de Investigaciones Vitivinícolas (CAIV). Perteneciente a la Red Iberoamericana de Vitivinicultura[5]
- Institutos de Microscopía y Lingüística Aplicada[6]